# Valravn
Na mitologia dinamarquesa, o Valravn (do dinamarquês “corvo dos mortos”) é um corvo sobrenatural. Os corvos aparecem nas canções tradicionais populares dinamarquesas, onde são descritas como originárias de corvos que consumiram a carne dos mortos nos campos de batalha, se tornando capaz de tomar a forma de um cavaleiro depois de consumir o coração de uma criança e, alternadamente, como criaturas meio lobo e meio corvo.

## Folclore
De acordo com o folclore dinamarquês registrado do final de 1800, quando um rei ou chefe era morto em batalha e não era encontrado ou enterrado, corvos viriam e comeriam sua carne. Os corvos se tornaram valravne. O valravne que comia o coração do rei ganhava conhecimento humano e se tornava capaz de praticar grandes atos maliciosos, podendo guiar pessoas ao erro, possuíam poderes sobre-humanos e eram “terríveis animais”.
Em outro relato, um valravn é descrito como uma alma sem paz em busca de redenção que voa pela noite (mas nunca durante o dia) e pode apenas se libertar de sua forma animal por consumir o sangue de uma criança. Isso se reflete em uma canção tradicional dinamarquesa que descreve como, depois de recusar ofertas de riquezas, o valravn faz um acordo com uma donzela para levá-la a seu noivo (ou arranjá-la um noivo) após ela prometer ao valravn seu primeiro filho. Após o acordo, o valravn voa para longe. Com o tempo, o casal tem um filho e o valravn retorna, e pergunta a donzela se ela se esqueceu de sua promessa. O valravn leva a criança embora, e rasga o peito de sua aposta ganha, consumindo o sangue contido no coração da criança. Em resposta, o valravn se torna em um cavaleiro. 
Outras fontes descrevem valravns como monstros meio lobo e meio corvo.

## Interpretações e teorias
De acordo com o estudioso do século 19 Jacob Grimm, o “vilde ravn ou vilde valravn” (corvo selvagem ou valravn selvagem) toma “exatamente o lugar do diabólico trold(troll) nas canções populares dinamarquesas. Grimm propõe um equivalente do alto alemão antigo ao valravn dinamarquês; *walahraban. 
1. ↑  Grimm (2004:997).